# ثنائي البيريدين
مركبات ثنائي البيريدين (والتي تعرف أيضاً باسم بيبيريدينات) عبارة عن صنف من المركّبات الكيميائية ذات الصيغة 2(C5H4N)، بحيث أنها تتألف من حلقتي بيريدين متصلتين ببعضهما عبر رابطة جسر كربوني وليس على شكل حلقتين مدمجتين.

## الخصائص
تصنف ثنائيات البيريدين على أنها من المركبات الحلقية النتروجينية التي تمتاز بتشكيلها لمعقدات تناسقية مع أغلب الفلزات الانتقالية. يتم التآثر مع تلك الفلزات عن طريق كل من المدارات الجزيئية المانحة من النمط سيغما σ لذرات النتروجين والمدارات من النمط π باي المستقبلة للإلكترونات.
تكون ثنائيات البيريدين على هيئة أجسام صلبة بلورية عديمة اللون، ذات انحلالية جيدة في المذيبات العضوية، في حين أنها ضعيفة الانحلال في الماء.
تعتبر هذه المجموعة من المركبات ذات الحلقة السداسية والتي تحتوي عنصر النيتروجين ولهذه الحلقة تمتلك تتابع بين رابطة احادية ورابطة ثنائية . تقوم هذه المركبات بعمل رابطة مع معظم العناصر الانتقالية عن طريق رابطة σ في ذرة النيتروجين المانحة للالكترونات وايضا عن طريق المدار π المستقبل للالكترونات . والاشكال المختلفة من ثنائيات البيريدين تظهر اختلافات في توزع الالكترونات وتحولات الطاقة، وكيمياء المواد والجزيئات المكونة للمركب والمحفز للتفاعل .

## المتصاوغات
يوجد هناك ستة متصاوغات من ثنائيات البيريدين وهي 2,2'-ثنائي بيريدين، 3,3'-ثنائي بيريدين، 4,4'-ثنائي بيريدين، 3,2'-ثنائي بيريدين، 4,2'-ثنائي بيريدين، 4,3'-ثنائي بيريدين.
يعد 2،2'-ثنائي بيريدين من الربيطات المعروفة في الكيمياء التناسقية، في حين أن 4،4'-ثنائي بيريدين يستخدم كمركب طليعي لتحضير مبيد الأعشاب باراكوات.
تستخدم مشتقات 4,3-ثنائي بيريدين وهي انامرينون ومايلرينون لعلاج فشل القلب لفترة قصيرة (الحالات الحادة ). حيث انها تثبط الانزيم فوسفودايستراز (phosphodiesterase ) وبالتالي تزيد مستوى cAMP وبذلك يزيد من من قوة انقباض عضلة القلب ويزيد من توسع الاوعية الدموية. انامرينون يسبب نقص عدد الصفائح الدموية أما مايلرينون فيقلل من احتمالية نجاة مرضى فشل القلب.

### 2,2-ثنائي بيريدين

يعد 2,2َ-ثنائي بيريدين جزيئا قادر على عمل رابطة تشاركية مع معظم ايونات العناصر المعدنية الانتقالية لتكوين مركب. معظم هذه المركبات تمتلك قدرة عكس الضوء باتجاه معين مما يجعل من لهذه المركبات خصائص مميزة وموضع اهتمام للتحليل. ويستخدم 2,2َ-ثنائي بيريدين في تصنيع دايكات (Diquat).

### 4,4'-ثنائي بيريدين

يستخدم 4,4'-ثنائي بيريدين في تصنيع دايمثيل-4,4َ-بايبريدينيوم دايكاتيون ( N,N'-dimethyl-4,4'-bipyridinium dication) الشائعة باسم باراكوت. ولهذا المركب قدرة على التأكسد والاختزال ومن هنا تأتي سميته حيث يمكنه ان يتدخل في عملية نقل الالكترونات حيويا التي كان من المفترض لها ان ترتبط بالانزيمات والسبب التشابه في التركيب الكيميائي بين هذه المواد الحيوية و4،4'-ثنائي بيريدين حيث ان 4,4'-ثنائي بيريدين يقوم بعمل رابطة مع المعدن الذي يتواجد في مركز الانزيمات لتكوين رابطة تناسقية.

## اقرأ أيضاً
- بيريدين